# Atybe nyassensis
Atybe nyassensis là một loài bọ cánh cứng trong họ Cerambycidae.